# Aminath Shajan
Aminath Shajan (29 ottobre 1993) è un'ex nuotatrice maldiviana, che ha rappresentato il suo paese ai Giochi Olimpici di Londra 2012 e Rio de Janeiro 2016 e ad otto edizioni dei mondiali (quattro in vasca lunga e altrettanti in vasca corta).

## Biografia

### Giochi olimpici giovanili
Nel 2010 ha preso parte ai I Giochi olimpici giovanili estivi a Singapore: venne eliminata in batteria sia nei 50 m (7º posto nella quarta batteria) che nei 100 m stile libero (8º ed ultimo posto nella seconda batteria).

### Giochi del Commonwealth
Ha partecipato a due edizioni dei Giochi del Commonwealth, nel 2010 a Nuova Delhi e nel 2014 a Glasgow. Alla sua prima partecipazione è stata eliminata sempre in batteria: ha fatto registrare il 31º tempo sui 50 m farfalla, il 46º sui 50 m stile libero e il 41º sui 100 m stile libero. Il medesimo esito lo ebbe quattro anni più tardi: fu 57ª nelle batterie dei 50 m stile libero, 42ª in quelle dei 100 m stile libero, 28ª in quelle dei 200 m stile libero e 47ª in quelle dei 50 m farfalla.

### Campionati mondiali
Aminath Shajan ha preso parte a numerose edizioni dei mondiali di nuoto: in vasca corta nel 2010, nel 2012, nel 2014 e nel 2016 (in tutte e quattro le edizioni sui 50 m e i 100 m stile libero, nelle prime due anche sui 50 m farfalla e nelle ultime due anche sui 200 m stile libero); in vasca lunga nel 2011 (nei 50 m farfalla e nella stessa distanza stile libero), 2013 (nei 50 m e nei 200 m stile libero), 2015 (nei 100 e nei 200 m stile libero) e 2017 (nei 50 e nei 100 m stile libero e nella staffetta 4x100 misti mista). In tutte le occasioni venne eliminata in batteria.

### Giochi olimpici
La Shajan ha fatto parte della delegazione maldiviana sia alle olimpiadi di Londra 2012 che di Rio de Janeiro 2016, ed in quest'ultima occasione è stata portabandiera alla cerimonia di apertura.

#### Londra 2012
A Londra 2012 ha gareggiato nei 50 m stile libero. Ha chiuso la propria batteria in settima posizione in 32" 23, con il 64º tempo complessivo.

#### Rio de Janeiro 2016
Nel luglio del 2016, Aminath Shajan è stata scelta come portabandiera delle Maldive per i giochi di Rio de Janeiro 2016 che si sarebbero svolti poche settimane dopo.
In questa seconda esperienza olimpica, ha gareggiato nei 100 m stile libero. Ha chiuso la propria batteria in ottava posizione in 1' 05" 71, con il 46º ed ultimo tempo complessivo.

### Altre competizioni
Aminath Shajan ha preso parte ad una edizione dei Giochi asiatici, quella disputata nel 2014 in Corea del Sud, gareggiando sulle distanze dei 100, 20 e 400 m stile libero e nella staffetta 4x100 stile libero femminile.
Nel 2016 ha vinto un bronzo ai Giochi dell'Asia meridionale negli 800 m stile libero.
Nello stesso anno ha disputato anche i campionati asiatici di nuoto di Tokyo 2016, dove ha preso parte a quattro competizioni: 50 m stile libero (20ª nelle batterie), 100 m stile libero (20ª nelle batterie), 50 m farfalla (20ª nelle batterie) e 50 m dorso (19ª nelle batterie).